# Radensko polje - Viršnica
Radensko polje - Viršnica este o arie protejată (arie specială de conservare — SAC, sit de importanță comunitară — SCI) din Slovenia întinsă pe o suprafață de 522,17 ha, integral pe uscat.

## Localizare
Centrul sitului Radensko polje - Viršnica este situat la coordonatele 45°55′05″N 14°41′04″E / 45.918°N 14.6845°E.

## Înființare
Situl Radensko polje - Viršnica a fost declarat sit de importanță comunitară în aprilie 2004 pentru a proteja 1 specie de plante și 8 specii de animale. Situl a fost protejat și ca arie specială de conservare în februarie 2012.

## Biodiversitate
Situată în ecoregiunea continentală, aria protejată conține 3 habitate naturale: Turlough, Pajiști cu Molinia pe soluri calcaroase, turboase sau argilos-nămoloase (Molinion caeruleae), Peșteri inaccesibile publicului.
La baza desemnării sitului se află mai multe specii protejate:
- plante (1): Gladiolus palustris
- amfibieni (3): izvoraș-cu-burta-galbenă (Bombina variegata), proteu de peșteră (Proteus anguinus), Triturus carnifex
- nevertebrate (5): fluturele-tigru (Callimorpha quadripunctaria), fluturele auriu (Euphydryas aurinia), Leptodirus hochenwartii, fluturele purpuriu (Lycaena dispar), Vertigo angustior